# خانواده (فیلم ۱۹۸۷)
خانواده (به ایتالیایی: La famiglia) فیلمی ایتالیایی محصول ۱۹۸۷ به کارگردانی اتوره اسکولا و هنرمندی بازیگرانی چون ویتوریو گاسمن، فنی آردانت ،فیلیپ نوآره و استفانیا ساندرلی است.

## داستان فیلم
فیلم داستان به تصویر کشیدن یک خانواده بورژوازی ایتالیایی از دید کارلو، آموزگار بازنشسته‌ای است که آخرین پدر سالار خانواده است. خاطرات کارلو داستان کل فیلم است. از زمان عصر زیبا (the Belle Epoque) تا دهه هشتاد، از میان دو جنگ جهانی، رونق اقتصادی، عشق، دوستی و همه رخدادهایی که زندگی آدمی را تشکیل می‌دهد. فیلم در اطراف آپارتمان خریداری شده توسط پدربزرگ کارلو روایت می‌شود.